# Điện Thắng Trung
Điện Thắng Trung is een xã in het district Điện Bàn, een van de districten in de Vietnamese provincie Quảng Nam.
Điện Thắng Trung ligt op de westelijke oever van de Vĩnh Điện. Een belangrijke verkeersader in Điện Thắng Trung is de Quốc lộ 1A. Điện Thắng Trung heeft ruim 7000 inwoners op een oppervlakte van 3,79 km².